# Liste der Menhire in Thüringen
Die Liste der Menhire in Thüringen umfasst alle bekannten Menhire auf dem Gebiet des heutigen Bundeslandes Thüringen.

## Liste der Menhire
- Menhir: Nennt die Bezeichnung des Menhirs sowie gebräuchliche Alternativbezeichnungen
- Ort: Nennt die Gemeinde und ggf. den Ortsteil, in dem sich der Menhir befindet.
- Landkreis: Nennt den Landkreis, dem die Gemeinde angehört. AP: Landkreis Weimarer Land; KYF: Kyffhäuserkreis; NDH: Landkreis Nordhausen; SHK: Saale-Holzland-Kreis SM: Landkreis Schmalkalden-Meiningen; SOK: Saale-Orla-Kreis; SÖM: Landkreis Sömmerda
- Typ: Unterscheidung verschiedener Untertypen:[1]
  - Menhir: ein einzeln stehender, unverzierter und nicht mit einem Grab verbundener Stein (weitere Untertypen sind aus Thüringen nicht bekannt)

### Erhaltene Menhire
| Menhir                                                                | Ort                   | Landkreis | Typ    | Anmerkungen                                                                      | Bild                   |
| --------------------------------------------------------------------- | --------------------- | --------- | ------ | -------------------------------------------------------------------------------- | ---------------------- |
| Menhir von Büchel („Der lange Stein“)                                 | Büchel                | SÖM       | Menhir | vom ursprünglichen Standort umgesetzt und zu einem Kriegerdenkmal umfunktioniert | Menhir von Büchel      |
| Menhir von Buttelstedt („Wetzstein“, „Langer Stein“)                  | Buttelstedt           | AP        | Menhir |                                                                                  | Menhir von Buttelstedt |
| Menhir von Ettersburg („Der lange Stein“)                             | Ettersburg            | AP        | Menhir | steht nicht mehr aufrecht, oben liegende Seite geglättet                         | Menhir Ettersburg      |
| Menhir von Feldengel („Der lange Stein“)                              | Greußen, OT Feldengel | KYF       | Menhir |                                                                                  | Menhir Feldengel       |
| Menhir von Nohra („Hünenstein“, „Hunnenstein“)                        | Nohra                 | NDH       | Menhir |                                                                                  | Menhir Nohra           |
| Menhir von Waldeck („Hoher Stein“, „Großer Stein“, „Aktivistenstein“) | Waldeck               | SHK       | Menhir |                                                                                  | Menhir von Waldeck     |

### Zerstörte Menhire
| Menhir                                                  | Ort                      | Landkreis | Typ               | Anmerkungen                                                                               | Bild |
| ------------------------------------------------------- | ------------------------ | --------- | ----------------- | ----------------------------------------------------------------------------------------- | ---- |
| Menhir von Artern (Menhir von Edersleben, „Speckseite“) | Artern/Unstrut           | KYF       | vermutlich Menhir |                                                                                           |      |
| Menhir von Battgendorf                                  | Kölleda, OT Battgendorf  | SÖM       | Menhir            |                                                                                           |      |
| Menhir von Kaltenwestheim                               | Kaltenwestheim           | SM        | Menhir            |                                                                                           |      |
| Menhir von Orlishausen                                  | Sömmerda, OT Orlishausen | SÖM       | vermutlich Menhir |                                                                                           |      |
| Menhir von Seisla                                       | Seisla                   | SOK       | vermutlich Menhir | bei Beier nicht aufgeführt                                                                |      |
| Menhir von Trebra                                       | Trebra                   | KYF       | vermutlich Menhir | nur von Köber erwähnt, in späteren Überblickswerken nicht aufgeführt, vermutlich zerstört |      |